# Russia Today
Russia Today (RT) este o televiziune rusească care își are sediul în Moscova.
RT este marca comercială a „TV-Novosti”, organizație non-profit autonomă, fondată de agenția rusă de știri RIA Novosti pe 6 aprilie 2005. În perioada crizei economice din decembrie 2008, guvernul rus, condus de premierul Vladimir Putin, a inclus ANO "TV-Novosti" pe lista principalelor organizații de importanță strategică a Rusiei.
RT este cel mai  urmărit canal de informații pe YouTube. Canalul a ajuns la un miliard de vizualizări în iunie 2013, înregistrând aproximativ între opt sute de mii și un milion de vizualizări  pe zi. În decembrie 2015, numărul de vizualizări a crescut până la 3 miliarde. 

## Critici

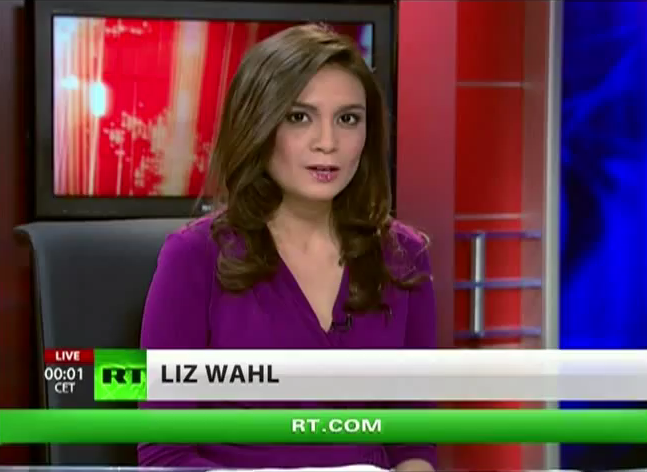
Liz Wahl la RT America

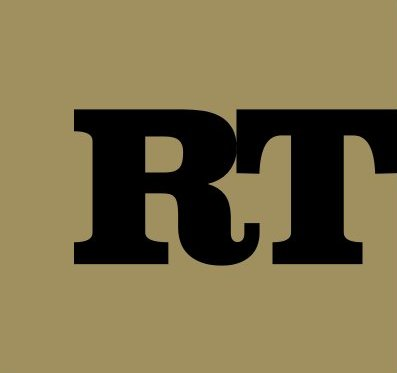
Logo-ul Russian Telegraph

La 18 iulie 2014, prezentatoarea Sara Firth a demisionat de la Russia Today, subliniind într-un mesaj postat pe twitter că nutrește un "respect uriaș față de mulți (membri) ai echipei", dar că este "pentru adevăr".
Firth și-a anunțat demisia la aproape două ore după ce a scris în alt mesaj, postat tot pe Twitter, că prezentatorii RT "lucrează pentru Putin" și răspândesc "minciuni", într-o conversație cu Polly Boiko, corespondentul RT London. Sara Firth a demisionat din postul de corespondent al Russia Today la Londra după ce a fost nemulțumită de modul în care RT a prezentat prăbușirea avionului Zborului 17 al Malaysia Airlines. Potrivit acesteia, politica RT despre criza din Ucraina este că orice s-ar întâmpla, întotdeauna cea vinovată este Ucraina.
Altă prezentatoare RT, Liz Wahl, a criticat și ea în mod public postul, anterior. Dar Wahl a demisionat în direct, declarând că nu poate să suporte un post care "spală acțiunile lui Putin" și care-i cere să "promoveze politica externă rusească".
Conform Evenimentul zilei, Russia Today a fost înființată pentru că autoritățile moscovite voiau un mijloc de comunicare în masă. Scopul era să descrie Rusia ca „un altfel de democrație”, și să sublinieze eșecurile Occidentului: inegalități, rasism și abuz de putere.